# Cramont
Cramont település Franciaországban, Somme megyében. Lakosainak száma 304 fő (2022. január 1.). Cramont Coulonvillers, Conteville, Domléger-Longvillers, Maison-Roland és Mesnil-Domqueur községekkel határos.

## Népesség
A település népességének változása:
| Lakosok száma | 306  | 306  | 309  | 303  | 303  | 305  | 303  | 304  | 304  |
|               | 2013 | 2015 | 2016 | 2017 | 2018 | 2019 | 2020 | 2021 | 2022 |